# Natori (Miyagi)
Natori (名取市 Natori-shi?) es una ciudad localizada en la prefectura de Miyagi, Japón. En octubre de 2018 tenía una población de 78.136 habitantes y una densidad de población de 796 personas por km². Su área total es de 98,17 km².

## Geografía

### Municipios circundantes
- Prefectura de Miyagi
  - Sendai
  - Murata
  - Iwanuma

## Demografía
Según datos del censo japonés, la población de Natori ha aumentado en los últimos años.
| Año del censo | Población |
| ------------- | --------- |
| 1995          | 61.993    |
| 2000          | 67.216    |
| 2005          | 68.662    |
| 2010          | 73.134    |
| 2015          | 76.668    |